# Liste des lieux patrimoniaux du district d'Algoma
Cet article recense les lieux patrimoniaux du district d'Algoma inscrits au répertoire des lieux patrimoniaux du Canada, qu'ils soient de niveau provincial, fédéral ou municipal.

## Liste
- Haut – A
- B
- C
- D
- E
- F
- G
- H
- I
- J
- K
- L
- M
- N
- O
- P
- Q
- R
- S
- T
- U
- V
- W
- X
- Y
- Z

| [ 1 ] | Lieu patrimonial                                                     | Illustration                                                         | Municipalité                                             | Adresse                                       | Coordonnées      | No    | Constr. | Prot.                                    | Rec. | Notes |
| ----- | -------------------------------------------------------------------- | -------------------------------------------------------------------- | -------------------------------------------------------- | --------------------------------------------- | ---------------- | ----- | ------- | ---------------------------------------- | ---- | ----- |
| F     | Ancienne gare du Canadien National                                   | Ancienne gare du Canadien National                                   | Hornepayne                                               | West End Road (at 2nd Ave.)                   | 49.22 -84.776    | 4588  | 1921    | GFP                                      | 1993 |       |
| F     | Fort Saint-Joseph                                                    | Fort Saint-Joseph                                                    | Jocelyn (en)                                             | Île Saint-Joseph (en)                         | 46.0847 -83.8957 | 12976 | 1799    | LHN                                      | 1923 |       |
| F     | Phare                                                                | Téléverser                                                           | Jocelyn (en)                                             | Île Shoal                                     | 46.3133 -84.0756 | 13164 | 1910    | ÉFP reconnu                              | 2006 |       |
| M     | Rydal Bank Church                                                    | Téléverser                                                           | Plummer Additional (en)                                  | 1634, Highway 638                             | 46.2985 -83.7937 | 8177  | 1908    | Municipal Heritage Designation (Part IV) | 2006 |       |
| M     | Rydal Bank Community Hall                                            | Téléverser                                                           | Plummer Additional (en)                                  | 16, Hoath Street                              | 46.2985 -83.7937 | 8176  |         | Municipal Heritage Designation (Part IV) | 2006 |       |
| M     | 115 Upton                                                            | Téléverser                                                           | Sault-Sainte-Marie                                       | 115, Upton Road                               | 46.5059 -84.3138 | 7348  | 1902    | Municipal Heritage Designation (Part IV) | 1983 |       |
| M     | 143 McGregor Avenue                                                  | 143 McGregor Avenue                                                  | Sault-Sainte-Marie                                       | 143 McGregor Avenue                           | 46.506 -84.3114  | 6141  |         | Municipal Heritage Designation (Part IV) | 1991 |       |
| M     | 34-36 Herrick Street                                                 | 34-36 Herrick Street                                                 | Sault-Sainte-Marie                                       | 34, Herrick Street                            | 46.5077 -84.3228 | 7374  | 1889    | Municipal Heritage Designation (Part IV) | 1995 |       |
| M     | Algonquin Hotel                                                      | Algonquin Hotel                                                      | Sault-Sainte-Marie                                       | 864, Queen Street East                        | 46.5064 -84.323  | 3572  | 1888    | Municipal Heritage Designation (Part IV) | 1983 |       |
| F     | Atelier                                                              | Atelier                                                              | Sault-Sainte-Marie                                       |                                               | 46.5134 -84.3498 | 11320 | 1896    | Recognized Federal Heritage Building     | 1986 |       |
| M     | Barnes-Fawcett Block                                                 | Barnes-Fawcett Block                                                 | Sault-Sainte-Marie                                       | 358, Queen Street                             | 46.5127 -84.3343 | 7375  | 1913    | Municipal Heritage Designation (Part IV) | 1989 |       |
| M     | Bishop Fauquier Memorial Chapel                                      | Bishop Fauquier Memorial Chapel                                      | Sault-Sainte-Marie                                       | 1540, Queen Street East                       | 46.4999 -84.2873 | 3313  | 1883    | Municipal Heritage Designation (Part IV) | 1981 |       |
| M     | Bishop Fauquier Memorial Chapel Cemetery                             | Bishop Fauquier Memorial Chapel Cemetery                             | Sault-Sainte-Marie                                       | 1540, Queen Street East                       | 46.4999 -84.2867 | 3574  |         | Municipal Heritage Designation (Part IV) | 1981 |       |
| M     | Buchan House                                                         | Téléverser                                                           | Sault-Sainte-Marie                                       | 943 Landslide Road                            | 46.5932 -84.2816 | 5600  |         | Municipal Heritage Designation (Part IV) | 1991 |       |
| F     | Bureau de l'administration                                           | Bureau de l'administration                                           | Sault-Sainte-Marie                                       |                                               | 46.5116 -84.3571 | 11363 | 1896    | Recognized Federal Heritage Building     | 1986 |       |
| F     | Canal de Sault Ste. Marie                                            | Canal de Sault Ste. Marie                                            | Sault-Sainte-Marie                                       | 4 Whitefish Island / 1 Canal Drive            | 46.5121 -84.3545 | 4431  | 1895    | LHN                                      | 1987 |       |
| M     | Central United Church                                                | Téléverser                                                           | Sault-Sainte-Marie                                       | 160 Spring Street                             | 46.5111 -84.3295 | 5601  | 1911    | Municipal Heritage Designation (Part IV) | 1985 |       |
| M     | Central United Church                                                | Central United Church                                                | Sault-Sainte-Marie                                       | 160, Spring Street                            | 46.5111 -84.3295 | 4222  | 1911    | Municipal Heritage Designation (Part IV) | 1985 |       |
| F     | Centrale                                                             | Centrale                                                             | Sault-Sainte-Marie                                       | Sault Ste. Marie Canal                        | 46.5119 -84.3556 | 16389 | 1894    | ÉFP classé                               | 1986 |       |
| M     | Clergue Blockhouse                                                   | Clergue Blockhouse                                                   | Sault-Sainte-Marie                                       | 831 Queen Street East                         | 46.506 -84.3243  | 5595  | 1819    | Municipal Heritage Designation (Part IV) | 1980 |       |
| M     | Coronation Block                                                     | Coronation Block                                                     | Sault-Sainte-Marie                                       | 234, Queen Street East                        | 46.5147 -84.3367 | 7356  | 1902    | Municipal Heritage Designation (Part IV) | 1983 |       |
| M     | Dawson Block                                                         | Dawson Block                                                         | Sault-Sainte-Marie                                       | 708, Queen Street East                        | 46.5077 -84.3274 | 8329  | 1894    | Municipal Heritage Designation (Part IV) | 1986 |       |
| M     | Eastbourne                                                           | Eastbourne                                                           | Sault-Sainte-Marie                                       | 1048, Queen Street East                       | 46.5056 -84.314  | 4056  | 1904    | Municipal Heritage Designation (Part IV) | 1983 |       |
| M     | Ermatinger Old Stone House                                           | Ermatinger Old Stone House                                           | Sault-Sainte-Marie                                       | 831 Queen Street East                         | 46.5063 -84.3246 | 5602  | 1814    | Municipal Heritage Designation (Part IV) | 1993 |       |
| M     | Forest Insect Laboratory                                             | Forest Insect Laboratory                                             | Sault-Sainte-Marie                                       | 875 Queen Street East                         | 46.5056 -84.3224 | 5528  | 1958    | Municipal Heritage Designation (Part IV) | 2002 |       |
| M     | Hussey Block                                                         | Hussey Block                                                         | Sault-Sainte-Marie                                       | 246, Queen Street East                        | 46.5147 -84.3367 | 7685  | 1902    | Municipal Heritage Designation (Part IV) | 1983 |       |
| F     | Lieu historique national du Canada de l'Île-Whitefish                | Lieu historique national du Canada de l'Île-Whitefish                | Sault-Sainte-Marie                                       |                                               | 46.5101 -84.3511 | 14945 |         | National Historic Site of Canada         | 1981 |       |
| F     | Lieu historique national du Canada de la Maison-Ermatinger           | Lieu historique national du Canada de la Maison-Ermatinger           | Sault-Sainte-Marie                                       | 831 Queen Street East                         | 46.5064 -84.3239 | 7415  | 1823    | National Historic Site of Canada         | 1957 |       |
| F     | Lieu historique national du Canada de la Rotonde de l'Algoma Central | Lieu historique national du Canada de la Rotonde de l'Algoma Central | Sault-Sainte-Marie                                       | Sherbourne Street                             | 46.5282 -84.3505 | 7352  | 1912    | National Historic Site of Canada         | 1992 |       |
| M     | North West Company Lock                                              | North West Company Lock                                              | Sault-Sainte-Marie                                       | 75 Huron Street                               | 46.515 -84.3226  | 5529  | 1896    | Municipal Heritage Designation (Part IV) | 2002 |       |
| M     | Old Post Office                                                      | Old Post Office                                                      | Sault-Sainte-Marie                                       | 690 Queen Street East                         | 46.508 -84.3278  | 5519  | 1906    | Municipal Heritage Designation (Part IV) | 1983 |       |
| M     | Old Town Cemetery                                                    | Old Town Cemetery                                                    | Sault-Sainte-Marie                                       | 1186 Queen Street East                        | 46.5051 -84.3057 | 5550  |         | Municipal Heritage Designation (Part IV) | 1994 |       |
| M     | Ontario Provincial Air Service Hangars                               | Ontario Provincial Air Service Hangars                               | Sault-Sainte-Marie                                       | 69 Church Street                              | 46.5047 -84.3238 | 5530  | 1947    | Municipal Heritage Designation (Part IV) | 2002 |       |
| M     | Precious Blood Cathedral                                             | Precious Blood Cathedral                                             | Sault-Sainte-Marie                                       | 778 Queen Street East                         | 46.5075 -84.3259 | 5604  | 1901    | Municipal Heritage Designation (Part IV) | 1981 |       |
| P     | Precious Blood Cathedral                                             | Precious Blood Cathedral                                             | Sault-Sainte-Marie                                       | 778, Queen Street                             | 46.5063 -84.3263 | 8185  | 1875    | Ontario Heritage Foundation Easement     | 1983 |       |
| M     | Rotary Welcome Cairns                                                | Rotary Welcome Cairns                                                | Sault-Sainte-Marie                                       | Russ Ramsay Way                               | 46.5081 -84.3318 | 7768  | 1938    | Municipal Heritage Designation (Part IV) | 2005 |       |
| F     | Résidence du surintendant                                            | Résidence du surintendant                                            | Sault-Sainte-Marie                                       |                                               | 46.5139 -84.3552 | 11300 | 1896    | ÉFP reconnu                              | 1986 | [ 3 ] |
| M     | Sault Ste. Marie Cenotaph                                            | Sault Ste. Marie Cenotaph                                            | Sault-Sainte-Marie                                       | 426, Queen Street East                        | 46.5118 -84.3328 | 8437  | 1924    | Municipal Heritage Designation (Part IV) | 2005 |       |
| M     | Sault Ste. Marie District Courthouse                                 | Sault Ste. Marie District Courthouse                                 | Sault-Sainte-Marie                                       | 420 Queen Street East                         | 46.512 -84.3324  | 5611  | 1922    | Municipal Heritage Designation (Part IV) | 2004 |       |
| M     | Upton                                                                | Upton                                                                | Sault-Sainte-Marie                                       | 10, Kensington Terrace                        | 46.5062 -84.3119 | 7767  |         | Municipal Heritage Designation (Part IV) | 1983 |       |
| M     | Wellington Square Townhouses                                         | Wellington Square Townhouses                                         | Sault-Sainte-Marie                                       | 780, Wellington Street East                   | 46.5096 -84.3207 | 7376  | 1913    | Municipal Heritage Designation (Part IV) | 1983 |       |
| F     | Gare du Algoma Central Railway                                       | Téléverser                                                           | Unorganized North Algoma District (en) (Searchmont (en)) | Highway 532                                   | 46.783 -84.054   | 4614  | 1902    | GFP                                      | 1995 |       |
| F     | Phare                                                                | Phare                                                                | Unorganized North Algoma District (en)                   | Île Parisienne                                | 46.6453 -84.7239 | 11494 | 1911    | ÉFP reconnu                              | 1991 |       |
| F     | Gare du Canadien Pacifique                                           | Gare du Canadien Pacifique                                           | White River (en)                                         | Winnipeg Street (between Elgin & Durham Sts.) | 48.589 -85.285   | 4613  | 1927    | GFP                                      | 1995 |       |